# British-European-Airways-Flug 548
Am 18. Juni 1972 stürzte eine Hawker Siddeley Trident 1C der British European Airways auf dem Flug von London nach Brüssel kurz nach dem Start nahe Staines ab. Keiner der 118 Insassen überlebte den Unfall, der später als das Staines Air Desaster bekannt wurde. Es war bis zum Lockerbie-Anschlag der schwerste Flugunfall in Großbritannien.

## Besatzung
Die Besatzung bestand aus dem 51-jährigen Kapitän Stanley Key, dem 22-jährigen zweiten Offizier Jeremy Keighley und dem 24-jährigen anderen zweiten Offizier Simon Ticehurst, der auf diesem Flug die Position des Flugingenieurs einnahm. 

## Verlauf
Um 16:08 Uhr Ortszeit erhielten die Piloten der Trident die Startfreigabe und hoben 48 Sekunden danach ab. Das Flugzeug flog 74 Sekunden nach Startbeginn eine um 20° geneigte Kurve zum ungerichteten Funkfeuer (NDB) Epsom und erhielt die Freigabe zum weiteren Steigflug.
Dann begannen die Lärmreduzierungsmaßnahmen, wozu der Zweite Offizier Jeremy Keighley den Schub reduzierte sowie die Landeklappen (hintere Auftriebshilfen) einfuhr. 114 Sekunden nach Startfreigabe, bei einer Geschwindigkeit von 300 km/h (162 kn) und in einer Höhe von 540 m (1.772 ft), wurden die Vorflügel eingefahren. Für diese Konfiguration war jedoch die Fluggeschwindigkeit zu niedrig, ein Strömungsabriss drohte.
Fünf Sekunden später griff der automatische Notfall-„Stick pusher“ ein, der die Flugzeugnase absenkte, wodurch der Autopilot deaktiviert wurde. Die Piloten zwangen das Flugzeug jedoch wieder in eine Steigflug-Stellung (leiteten jedoch die Kurve aus), worauf der Stick-Pusher erneut aktiviert wurde; fast nahtlos folgte ein drittes Eingreifen des Stick-Pushers. Sofort darauf wurde er – 12 Sekunden nach der ersten Aktivierung – von der Crew manuell deaktiviert.
Das starke Hochziehen der Nase, während das Flugzeug bereits an Höhe und Geschwindigkeit verlor, führte schließlich in einen Deep Stall auf einer Höhe von etwa 370 Metern.
Das Flugzeug schlug 22 Sekunden nach Abschalten des Stick-Pushers auf dem Boden auf.
Einer der Insassen wurde lebend aufgefunden, starb jedoch kurz nach der Ankunft im Krankenhaus.
| Opferliste nach Nationalitäten sortiert | Opferliste nach Nationalitäten sortiert | Opferliste nach Nationalitäten sortiert | Opferliste nach Nationalitäten sortiert |
| Nationalität                            | Passagiere                              | Crew                                    | Gesamt                                  |
| --------------------------------------- | --------------------------------------- | --------------------------------------- | --------------------------------------- |
| Thailand                                | 1                                       | 0                                       | 1                                       |
| Nigeria                                 | 1                                       | 0                                       | 1                                       |
| Vereinigtes Königreich                  | 28                                      | 6                                       | 34                                      |
| Vereinigte Staaten                      | 29                                      | 0                                       | 29                                      |
| Kanada                                  | 3                                       | 0                                       | 3                                       |
| Belgien                                 | 29                                      | 0                                       | 29                                      |
| Irland                                  | 12                                      | 0                                       | 12                                      |
| Indien                                  | 1                                       | 0                                       | 1                                       |
| Jamaika                                 | 2                                       | 0                                       | 2                                       |
| Südafrika                               | 4                                       | 0                                       | 4                                       |
| unbekannt                               | 2                                       | 0                                       | 2                                       |
| Gesamt                                  | 112                                     | 6                                       | 118                                     |